# Jesús Aguilar (beisbolista)
Jesús Alexander Aguilar (Maracay, 30 de junio de 1990) es un beisbolista  profesional que juega en la posición de primera base para los Tigres de Aragua en la Liga Venezolana de Béisbol Profesional (LVBP) y para los Bravos de Atlanta contrato de liga menor de las Grandes Ligas de Béisbol, MLB, anteriormente jugó para los Atléticos de Oakland,Miami Marlins,Indios de Cleveland, Cerveceros de Milwaukee, y Tampa Bay Rays.

## Carrera como beisbolista

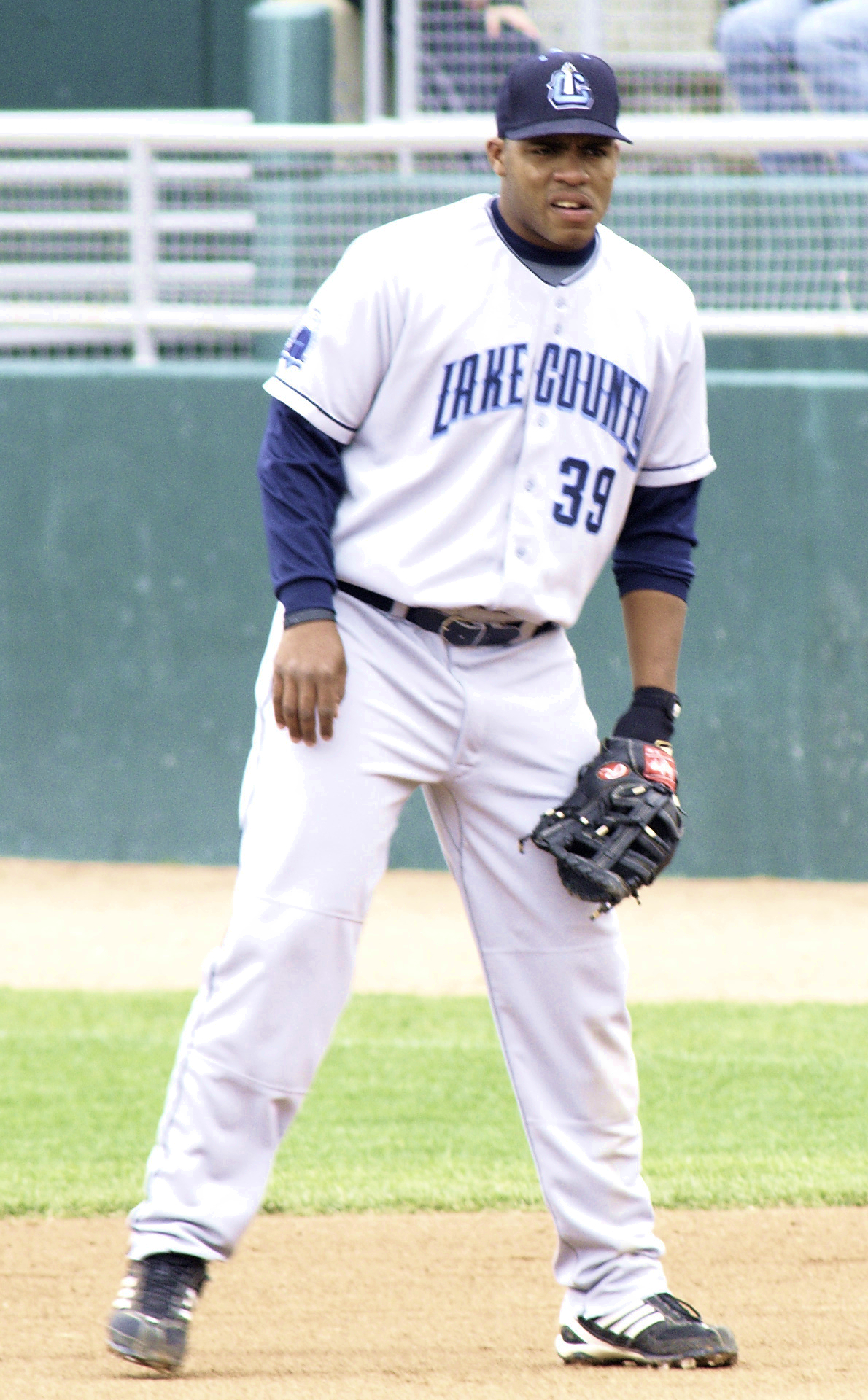
Aguilar jugando para Los Lake County Captains en el 2011

Aguilar firmó con los Indios de Cleveland como un aficionado agente libre en noviembre de 2007. 
Pasó sus primeras dos temporadas con los DSL Indians de la Dominican Summer League.

### 2011
Bateó 23 cuadrangulares en la temporada 2011 entre el Lake County Captains de la Clase A le la Midwest League y los Kinston Indians de la Clase Adv A de La Carolina League.

### 2012
Aguilar y Francisco Lindor representando a los indios en el 2012 All-Star Juego de Futuras estrellas.

### 2013
Los indios invitó a Aguilar a los entrenamientos de primavera en 2013 como un invitado fuera del roster.
Jugando para el Akron Aeros de la clase AA Eastern League en 2013, Aguilar tenía .275 promedio de bateo, 28 dobles, 16 jonrones y 105 carreras impulsadas (RBI), el establecimiento de un récord de la franquicia en Akron Aeros impulsadas.
El 20 de noviembre de 2013, él se añadió a los Indios de Cleveland en la lista de 40 jugadores.

### 2014
A partir de la temporada 2014, con los Columbus Clippers de la Triple A International League, Aguilar bateó .298 con siete jonrones y 19 remolcadas en 37 partidos, antes de que los indios lo ascendiera a las Grandes Ligas MLB el 15 de mayo de 2014. Era devuelto a Columbus Clippers el 6 de junio después de jugar en ocho juegos para los indios.

### 2015
Aguilar comenzó la temporada 2015 con Columbus Clippers. Fue nombrado Primera base titular de la International League de la Triple-A Juego de las Estrellas.
Los Indios promovió a Aguilar a las Grandes Ligas MLB el 24 de julio.
El 28 de julio de 2015,	Cleveland Indians Jesús Aguilar fue opcionado para Columbus Clippers. El 23 de septiembre de 2015, Cleveland Indians subieron a  Jesús Aguilar a la MLB.

### 2016
El 25 de marzo de 2016,	Cleveland Indians asignó a Jesús Aguilar para jugar con Los Columbus Clippers. El 11 de septiembre de 2016, Cleveland Indians volvió a llamar a Jesús Aguilar a las MLB. El 6 de octubre de 2016, Jesús Aguilar fue reasignado a las Ligas Menores de Béisbol por Los Cleveland Indians. 
31 de octubre de 2016, Jesús Aguilar Vuelve a ser asignado con la organización de Los Leones del Caracas de la Liga Venezolana de Béisbol Profesional para la Temporada 2016-17.
El 3 de noviembre de 2016, Cleveland Indians activaron a Jesus Aguilar a la MLB.

### 2017
El 2 de febrero de 2017, Jesús Aguilar fue seleccionado en waivers por los Cerveceros de Milwaukee proveniente de los Indios de Cleveland . El toletero tenía prácticamente contados sus días en la organización que durante la semana lo colocó en asignación luego de nueve años en las granjas del equipo, reseñó leones.com.
Aguilar, quien fue incluido en el roster de 40 de los Cerveceros y por tanto asistirá al spring training del equipo grande, tiene un average de por vida en ligas menores de .271 con 214 dobles, 6 triples y 140 jonrones y 650 carreras impulsadas.
Sin embargo, en las mayores, no ha tenido la oportunidad de demostrar sus habilidades y apenas liga para .172 con un solo extrabase (un doble) y cinco carreras remolcadas en 35 encuentros con los Indios.

### 2018
En enero de 2018 es objeto de un cambio junto con el también infielder Henry Rodríguez a los Tigres de Aragua desde los Leones del Caracas por el receptor Juan Graterol, el infielder José Rondón y el lanzador Alejandro Chacín. Todo ello luego de culminada la ronda semifinal de la temporada 2017-18 donde los melenudos fueron despachados por los Caribes de Anzoátegui (a la postre campeones) en cinco cotejos.
29 de marzo de 2018, Aguilar ha llegado a la lista del Día de Apertura de los Cerveceros. Aguilar conectó un respetable .265 / .331 / .505 con 16 jonrones en 311 apariciones en el plato mientras trabajaba como primera base suplente de los Cerveceros en 2017, pero con una plantilla más abarrotada esta temporada, no está claro cómo los Cerveceros planean utilizarlo. Se espera que Ryan Braun comience en la primera base contra zurdos, dejando que Aguilar sirva principalmente como bate de banco, mientras que comienza ocasionalmente. Sin embargo, aún existe la posibilidad de que se emocione, ya que Tom Haudricourt, del Milwaukee Journal Sentinel, informa que los Cerveceros todavía están buscando agregar otro lanzador. Salvo una lesión a Braun o Eric Thames, Aguilar probablemente no verá suficientes turnos al bate como para ser relevante en ligas mixtas.
El 2 de abril de 2018, Jesús Aguilar hace debut este año como bateador designado, pego un roletazo, el cual provocó un doble play. se fue de 1-0. Box score